# Parasosibia
Parasosibia é um género de bicho-pau pertencente à família Lonchodidae.
Espécie:
- Parasosibia ceylonica Redtenbacher, 1908
- Parasosibia descendens Redtenbacher, 1908
- Parasosibia incerta Redtenbacher, 1908
- Parasosibia inferior Redtenbacher, 1908
- Parasosibia maculata Redtenbacher, 1908
- Parasosibia parva Redtenbacher, 1908
- Parasosibia villosa Redtenbacher, 1908